# 3778 км (Кедрач)
3778 км (Кедрач) — упразднённая железнодорожная будка (тип населённого пункта) в Тяжинском районе Кемеровской области. На момент упразднения входила в состав Тисульского сельского поселения. Исключена из учётных данных в 2004 году.

## География
Располагалась у остановочного пункта Кедрач на линии Мариинск — Ачинск Западно-Сибирской железной дороги, на расстоянии примерно 3,5 км по прямой к юго-востоку от посёлка Тяжинский.

## Население
| 1970 | 1979 | 1989 | 2002 |
| ---- | ---- | ---- | ---- |
| 12   | ↗20  | ↘10  | ↘0   |

По данным Всероссийской переписи населения 2002 года, в железнодорожной будке отсутствовало постоянное население.